# Lucanus lunifer
Lucanus lunifer là một loài bọ cánh cứng trong họ Lucanidae. Loài này được Hope mô tả khoa học năm 1831.